# Vaccinium dipladenium
Vaccinium dipladenium är en ljungväxtart som beskrevs av Herman Otto Sleumer. Vaccinium dipladenium ingår i Blåbärssläktet, och familjen ljungväxter. Inga underarter finns listade i Catalogue of Life.